# Heritage (álbum de Opeth)
Heritage es el décimo álbum de estudio de la banda de metal y rock progresivo Opeth, lanzado el 16 de septiembre de 2011 por Roadrunner Records. Fue el primero desde Watershed publicado en 2008, marcando el mayor intervalo entre discos en su historia. Este álbum marca el inicio de una nueva época y un nuevo estilo en la discografía de Opeth, ya que desde Watershed el grupo dejó de lado el death metal y se inclinó totalmente hacia el rock progresivo, razón por la que algunos fanáticos tildaron de "vendido" a Mikael Åkerfeldt mostrando su descontento con el nuevo estilo.

## Antecedentes
Después de pasar casi dos años promocionando Watershed, Opeth anuncia el 1 de diciembre de 2010 que entraría en los estudios Atlantis/Metrónomo en Estocolmo el 31 de enero de 2011 para comenzar a grabar el álbum con Jens Bogren a cargo del audio y Steven Wilson a cargo de la mezcla. A finales de marzo, la mezcla se completa y el 25 de mayo de 2011, el título Heritage es anunciado.

## Lista de canciones
Todas las canciones escritas y compuestas por Mikael Åkerfeldt. 
| Heritage |                                  |          |  |
| N.º      | Título                           | Duración |  |
| 1.       | «Heritage»                       | 2:05     |  |
| 2.       | «The Devil's Orchard»            | 6:40     |  |
| 3.       | «I Feel the Dark»                | 6:40     |  |
| 4.       | «Slither»                        | 4:03     |  |
| 5.       | «Nepenthe»                       | 5:40     |  |
| 6.       | «Häxprocess»                     | 6:57     |  |
| 7.       | «Famine»                         | 8:32     |  |
| 8.       | «The Lines in My Hand»           | 3:49     |  |
| 9.       | «Folklore»                       | 8:19     |  |
| 10.      | «Marrow of the Earth»            | 4:19     |  |
| 11.      | «Pyre» (bonus track)             | 5:33     |  |
| 12.      | «Face in the Snow» (bonus track) | 4:04     |  |
| 55:44    |                                  |          |  |